# Bonneviella superba
Bonneviella superba is een hydroïdpoliep uit de familie Bonneviellidae. De poliep komt uit het geslacht Bonneviella. Bonneviella superba werd in 1915 voor het eerst wetenschappelijk beschreven door Nutting. 